# Apseudomorpha
Apseudomorpha is een geslacht van naaldkreeftjes (Tanaidacea) uit de familie van de Metapseudidae. De wetenschappelijke naam van het geslacht werd voor het eerst geldig gepubliceerd in 1940 door Miller.

## Soorten
- Apseudomorpha albida (Shiino, 1951)
- Apseudomorpha avicularia (Barnard, 1914)
- Apseudomorpha brasiliensis Segadilha & Serejo, 2020[2]
- Apseudomorpha drummi Morales-Núñez, Heard & Bird, 2019
- Apseudomorpha fontainei Gutu, 1987
- Apseudomorpha glebosa (Menzies, 1953)
- Apseudomorpha hirsuta (Stebbing, 1910)
- Apseudomorpha magdalenensis (Menzies, 1953)
- Apseudomorpha martinicana Gutu, 2009
- Apseudomorpha negoescuae Gutu, 2007
- Apseudomorpha oahuensis Miller, 1940
- Apseudomorpha ortizi Gutu, 2006
- Apseudomorpha timaruvia (Chilton, 1882)
- Apseudomorpha veleronis (Menzies, 1953)
- Apseudomorpha vestafricana Gutu, 2006

### Synoniemen
- Apseudomorpha wagait Edgar, 1997 => Pseudoapseudomorpha wagait (Edgar, 1997)